# Peribona venosa
Peribona venosa is een vlinder van de familie van de grasmotten (Crambidae). De wetenschappelijke naam van deze soort is voor het eerst voorgesteld als Heterocnephes venosa door Arthur Gardiner Butler in een publicatie uit 1889.
De soort komt voor in India (Himachal Pradesh) en Singapore.